# Thelypteris pilosohispida
Thelypteris pilosohispida är en kärrbräkenväxtart som först beskrevs av William Jackson Hooker, och fick sitt nu gällande namn av Arthur Hugh Garfit Alston. Thelypteris pilosohispida ingår i släktet Thelypteris och familjen Thelypteridaceae. Inga underarter finns listade.